# Пали
Пали (самоназвание: पाळि) е среден индоарийски език, езикът, на който са написани свещените книги на клона Тхеравада от будизма. Дълги години се запазва като език на духовната дейност, философията, екзегетиката в Индия и Шри Ланка.
В първото хилядолетие с разпространението на будизма в Югоизточна Азия се налага там и езикът пали, като векове наред е бил основен литературен език в Бирма (днес Мианмар) до средата на II хилядолетие. Освен свещените книги на будизма произведения от палийската литература са „Милинда панха“ (Въпросите на Милинда), екзегетическите произведения на Будагхоша, хрониките Махавамса от историята на Шри Ланка и др. Днес основни носители са будистките монаси от държавите от Югоизточна Азия. Езикът е мъртъв от поне две хилядолетия.